# Parijs-Tours 1949
Parijs-Tours 1949 ofwel, de 43ste editie,  werd verreden op zondag 15 mei 1949. De wedstrijd had een lengte van 251 kilometer, startte in Parijs en eindigde in Tours.
De Belg Albert Ramon won de sprint van de kopgroep bestaande uit vier renners.
De wedstrijd was onderdeel van de Challenge Desgrange-Colombo.

## Uitslag
| Plaats  | Naam             | Ploeg               | Tijd     |
| ------- | ---------------- | ------------------- | -------- |
| Winnaar | Albert Ramon     | Bertin-Wolber       | 6u03'58" |
| 2       | Paul Néri        | La Perle-Hutchinson | z.t.     |
| 3       | Jacques Geus     | Rochet-Dunlop       | z.t.     |
| 4       | Roger Lévêque    | Dilecta-Wolber      | z.t.     |
| 5       | Jean Lauk        | Métropole-Dunlop    | z.t.     |
| 6       | Raymond Guégan   | Métropole-Dunlop    | z.t.     |
| 7       | Georges Claes    | Garin-Wolber        | z.t.     |
| 8       | Urbain Caffi     | Alcyon-Dunlop       | z.t.     |
| 9       | Marcel Rijckaert | Mercier-Hutchinson  | z.t.     |
| 10      | Maurice Mollin   | Mercier-Hutchinson  | z.t.     |

1896 · 
1897 · 
1898 · 
1899 · 
1900 · 
1901 · 
1902 · 
1903 · 
1904 · 
1905 · 
1906 · 
1907 · 
1908 · 
1909 · 
1910 · 
1911 · 
1912 · 
1913 · 
1914 · 
1915 · 
1916 · 
1917 · 
1918 · 
1919 · 
1920 · 
1921 · 
1922 · 
1923 · 
1924 · 
1925 · 
1926 · 
1927 · 
1928 · 
1929 · 
1930 · 
1931 · 
1932 · 
1933 · 
1934 · 
1935 · 
1936 · 
1937 · 
1938 · 
1939 · 
1940 · 
1941 · 
1942 · 
1943 · 
1944 · 
1945 · 
1946 · 
1947 · 
1948 · 
1949 · 
1950 · 
1951 · 
1952 · 
1953 · 
1954 · 
1955 · 
1956 · 
1957 · 
1958 · 
1959 · 
1960 · 
1961 · 
1962 · 
1963 · 
1964 · 
1965 · 
1966 · 
1967 · 
1968 · 
1969 · 
1970 · 
1971 · 
1972 · 
1973 · 
1974 · 
1975 · 
1976 · 
1977 · 
1978 · 
1979 · 
1980 · 
1981 · 
1982 · 
1983 · 
1984 · 
1985 · 
1986 · 
1987 · 
1988 · 
1989 · 
1990 · 
1991 · 
1992 · 
1993 · 
1994 · 
1995 · 
1996 · 
1997 · 
1998 · 
1999 · 
2000 · 
2001 · 
2002 · 
2003 · 
2004 · 
2005 · 
2006 · 
2007 · 
2008 · 
2009 · 
2010 · 
2011 · 
2012 · 
2013 · 
2014 · 
2015 · 
2016 · 
2017 · 
2018 · 
2019 ·
2020 ·
2021 ·
2022 ·
2023 ·
2024 ·
2025